# Загибель Лаконії (фільм)
Загибель Лаконії (англ. The Sinking of the Laconia) — двосерійний німецько-британський художній фільм 2011 року про затоплення британського океанського лайнеру «Лаконія» підводним човном Крігсмаріне U-156 під командуванням Вернера Гартенштайна 12 вересня 1942 року під час Другої світової війни, рятівну операцію та наслідки цього інциденту.
Після ураження лайнера Гартенштайн ініціював масштабну рятувальну операцію, яка ледь не закінчилася повною катастрофою через атаку американської авіації. Реакцією на цей випадок став наказ «Лаконія» від німецького адмірала Карла Деніца. Наказ забороняв німецьким підводним човнам рятувати або надавати будь-яку іншу допомогу потерпілим з кораблів країн Антигітлерівської коаліції, що зазнали аварії.

## Акторський склад
- Франка Потенте: Гільдегард Шмідт
- Кен Дюкен: корветтен-капітан Вернер Гартенштайн, капітан U-156
- Ендрю Б'юкан: Томас Мортімер, 3-й молодшій офіцер Лаконії
- Якоб Маченц: Оберлейтенант-цур-зее Герт Маннесманн, U-156
- Матіас Кьоберлін: Оберлейтенант, старший інженер Ростау, U-156
- Фредерік Лау: радіст Герхард Фідлер, U-156
- Ліндсі Дункан: пассажірка РМС Лаконії
- Браян Деніс Кокс: капітан Рудольф Шарп, РМС Лаконія
- Томас Кречманн: адмірал Карл Дьоніц
- Сімон Ферхьофен: Гарро Шахт, U-507

## Сюжет
Гільдегард Шмідт (Hildegard Schmidt), яка народилася у Мюнхені у сім'ї батька-німця та матері-британки і братом, який загинув від рук Гестапо за виступ проти режиму, тікає з Німеччини разом зі своєю шеститижневою племінницею. За підробленим посвідченням особи вона намагається дістатися до Англії через Єгипет.
У Суеці Гільдегард Шмідт сідає на борт «Лаконії», де видає себе за англійку. Разом з нею на «Лаконії», пасажирському судні, переобладнаному на військовий корабель, перебувають майже 270 британських солдатів, понад 1800 італійських військовополонених і понад 100 польських солдатів, які мають охороняти італійців, а також понад 360 цивільних пасажирів. На початку «Лаконія» пройшла без інцидентів Суецьку затоку і обігнула мис Доброї Надії.
Біля західноафриканського узбережжя Лаконію помітив німецький підводний човен U-156. Прийнявши пароплав за британський військовий корабель, капітан Хартенштайн, командир U-156, відкрив вогонь. «Лаконія» передає азбукою Морзе сигнал SSS, що її атакували підводні човни, а також надсилає сигнал SOS з проханням про допомогу. На жодне з цих радіоповідомлень вона не отримує відповіді. В результаті ураження «Лаконія» тоне. Коли Гартенштайн розуміє, що на борту перебувають не лише війскові, а й цивільні та військовополонені, він наказує провести рятувальну операцію. Стрибаючи з потопаючої «Лаконії», Гільдеґард Шмідт втрачає свою маленьку племінницю, яку вона більше не може знайти в темних хвилях.
Німецький підводний човен бере на борт кілька сотень людей, що зазнали корабельної аварії, в тому числі Гільдегард Шмідт, і вишиковує на кормі підводного човна кілька рятувальних шлюпок. До штабу в Парижі надсилається закодоване радіоповідомлення з проханням отримати подальші інструкції щодо того, як діяти з пасажирами, взятими на борт, зважаючи на обмежені запаси провізії. Німецьке верховне командування не відповіло. Тоді Гартенштайн інформує союзників про свою ситуацію в англомовному радіоповідомленні і пропонує не нападати на будь-які кораблі, що надають допомогу, якщо він не отримає загрози з моря або повітря. Через деякий час прибувають німецькі U-506 під командуванням капітан-лейтенанта Еріха Вюрдемана і через кілька годин U-507 під командуванням капітана корвета Харро Шахта та італійський підводний човен «Каппелліні», які беруть на борт італійських солдатів і близько половини британців.
Після того, як три підводні човни вирушили у зворотний шлях, U-156, екіпаж якої виклав на палубі прапор Червоного Хреста,їх атакує американський військово-морський розвідувальний літак типу Consolidated PB4Y — у фільмі, щоправда, B-24 Liberator — який злетів з аеродрому Уайдвейк на острові Вознесіння. Після двох бомбових влучень U-156 отримує серйозні пошкодження і не тоне лише тому, що бомбардувальник не несе більше бомб у своєму розвідувальному польоті. Після того, як бомбардувальник розвертається, команда підводного човна висаджує врятованих і відправляє їх у рятувальні шлюпки, щоб німецький підводний човен, який зазнав нападу, можна було відремонтувати і занурити в воду. Рятувальним шлюпкам наказано не залишати своїх позицій, оскільки французький корабель вже прямує до них на порятунок. Три з чотирьох рятувальних шлюпок виконали цю рекомендацію, тоді як четверта намагалася досягти західного узбережжя Африки, за майже 650 морських миль, власними силами. Після 30 днів у морі останні врятовані з цієї шлюпки досягли берега. Тим часом інші три човни підібрав французький корабель.
Поки Гартенштайн все ще був у морі, німецький командувач підводних човнів, адмірал Карл Деніц, видав «Наказ Лаконія». Після повернення Гартенштайн був нагороджений Лицарським хрестом Залізного хреста.

## Подібності та відмінності між фільмом і реальними подіями
У своїх основних рисах фільм досить точно повторює задокументований перебіг подій. Це стосується, наприклад, невдалої спроби врятованого британського офіцера, схваленої Гартенштейном, встановити контакт з американським бомбардувальником за допомогою азбуки Морзе.
Деякі персонажі, наприклад, Гільдегард Шмідті були вигаданими. Немає жодних вказівок на те, що серед пасажирів був біженець з Третього Рейху. Однак за кілька місяців до цього був схожий випадок, коли Гартенштайн також надав допомогу потерпілим після затоплення вантажного судна «Кенджит», серед яких був єврей Філіп Цукер (пізніше — Ефраїм Цук), який втік з Німеччини.

## Виробництво
TeamWorx та британська компанія Talkback Thames, обидві дочірні компанії RTL Group, незалежно одна від одної натрапили на історію затоплення корабля «Лаконія» під час пошуку тем для спільного фільму. З самого початку до виробництва фільму залучили британського сценариста Алана Блесдейла та німецьким режисера Уве Янсона. Виробничою компанією фільму була TeamWorx, а написання сценарію зайняло кілька років. Виробництво коштувало близько 13 мільйонів євро, а зйомки проходили в Кейптауні, Південна Африка. В офісі Командувача підводних човнів (BdU) в Парижі можна впізнати частину Кейптаунського університету. Зйомки фільму тривали з вересня по листопад 2009 р. У січні 2011 р. BBC Two показав художній фільм, а 9 січня 2011 р. — півгодинний документальний фільм під назвою «Затоплення Лаконії: розповіді виживших». Фільм «Лаконія» був вперше показаний 2-го і 3-го листопада 2011 року на німецькомовному на німецьких телеканалах ARD і ORF. 4 листопада 2011 року фільм був випущений на DVD компанією Warner Home Video з рейтингом FSK 12.
Копія підводного човна для зйомок коштувала 300 000 євро. Це був стотонний, придатний для плавання сталевий каркас, який використовувався для зовнішніх кадрів підводного човна. «Лаконія» також була відновлена по частинах для зйомок.
Фільм був випущений у двох різних відредагованих версіях — німецькою та англійською мовами — з різними акцентами; наведений вище опис сюжету відповідає німецькомовній версії. З іншого боку, англомовна версія починається з поховання в морі члена екіпажу U-156, який загинув, — сцена, яка взагалі відсутня в німецькій версії. Обидві відредаговані версії доступні на DVD.

## Саундтрек
Саундтрек був випущений музичним лейблом Alhambra 4 листопада 2011 року. Він містить 23 музичні композиції загальною тривалістю 67:40 хвилин.

## Прийом
Англійська версія фільму була спрйнята дуже позитивно в Великій Британіі, але німецька версія з додатковими внутрішніма діалогами провалилася. Так Доріс Прішинг з німецького видання Der Standard написала: «Дванадцять мільйонів потонули», «нажаль, фільм не мав великого успіху».

## Нагороди
У 2011 році Джонатан Янг, Алан Блесдейл, Гіларі Норріш та Уве Янсон отримали номінації на премію BAFTA в категорії «Найкращий драматичний серіал», а Кен Дюкен був номінований на «Золоту німфу» за найкращу чоловічу роль у міні-серіалі на Фестивалі телевізійних фільмів у Монте-Карло того ж року.